# Jesús López-Cancio y Fernández
Jesús López-Cancio Fernández (Avilés, 28 d'agost de 1917 - Tapia de Casariego, 27 de juliol de 2008)va ser un polític espanyol que va ocupar diversos llocs durant la dictadura franquista, com els de governador civil i cap provincial del «Movimiento» a Madrid, Palència, Santander i Navarra.

## Biografia
Nascut a Avilés en 1917, es va llicenciar i va doctorar en dret per la Universitat d'Oviedo. Va ingressar a Falange Española de las JONS en 1936. Igualment es va afiliar al Sindicato Español Universitario (SEU) mentre realitzava els seus estudis universitaris. Va participar en la Guerra civil enquadrat en les files del Bàndol revoltat, lluitant en una Bandera de Falange.
Acabada la contesa, va ocupar diversos càrrecs. Va ser cap del Frente de Juventudes en el Districte Universitari d'Oviedo durant cinc anys, delegat provincial del Frente de Juventudes d'Astúries, alcalde del conceyu de Tapia de Casariego en la década de 1940, vicesecretari provincial d'Ordenació Econòmica o governador civil de Palència. Durant el seu mandat impulsà la implantació del Frente de Juventudes i la Secció Femenina en la província, i va crear el patronat provincial «Caudillo Franco» per tal de facilitar la construcció d'habitatges. Considerat un polític «pragmàtic», en 1955 fou nomenat delegat nacional del Frente de Juventudes en substitució de José Antonio Elola-Olaso e Idiacaiz.
Amb posterioritat exerciria com a governador civil de les províncies de Navarra, Santander i Madrid, i, finalment i ja en els inicis de la transició, ministre-lletrat del Tribunal de Comptes per nomenament reial. Va posseir també el càrrec de procurador a les Corts franquistes entre 1956 i 1967. Amb l'arribada de la democràcia es va allunyar de la vida política.
Membre de la Real Sociedad Económica Matritense de Amigos del País, va dirigir la seva la revista de difusió cultural, La Torre de los Lujanes, on es van publicar diversos articles seus. És autor també de l'obra titulada Memoria de algunas palabras (4 vols., Madrid-Santander, 1966-1975).